# Pygocentrus cariba

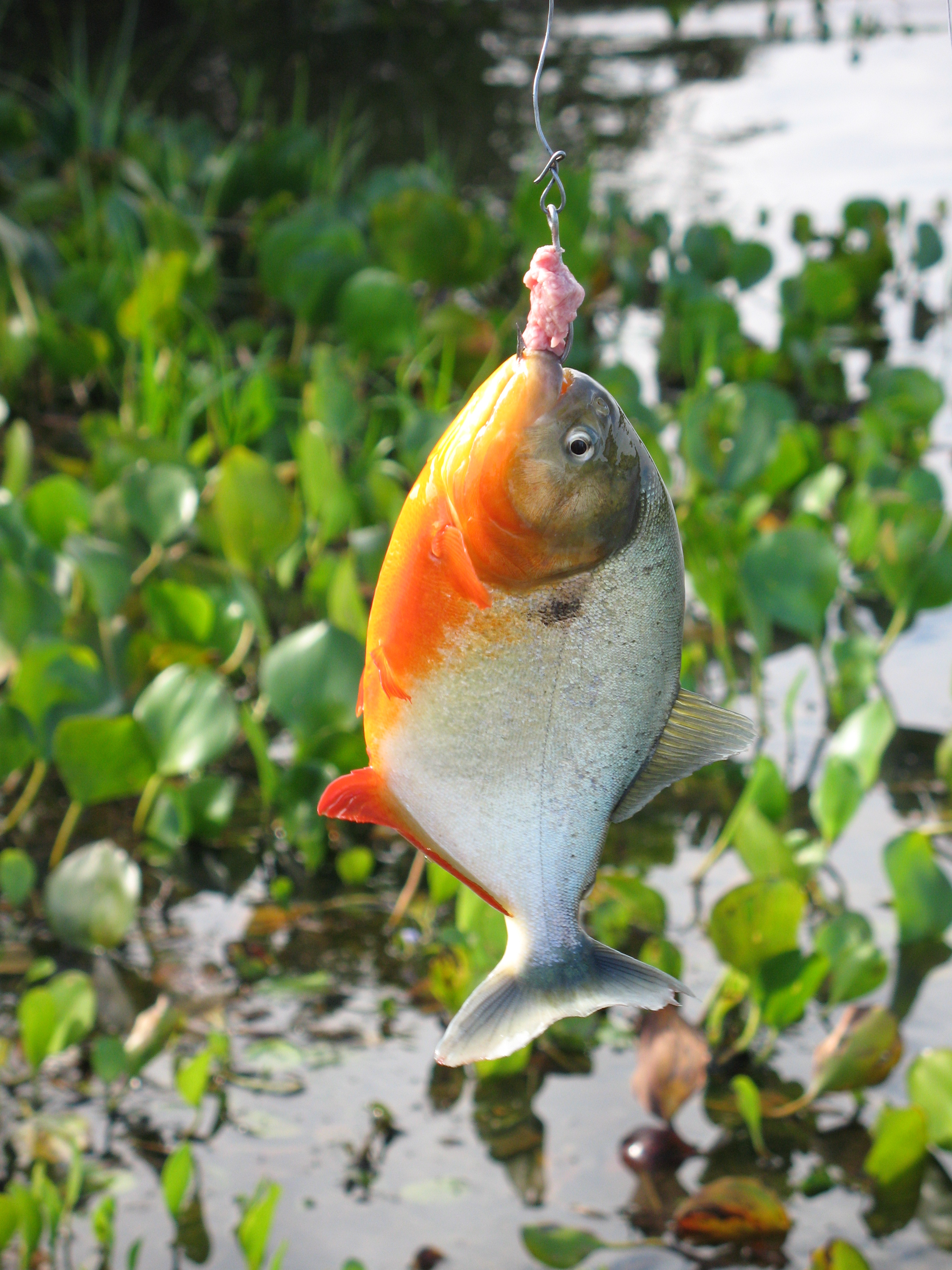
Mit Fleischfetzen gefangener Pygocentrus cariba in Venezuela. Für die Art typisch der schwarze Schulterfleck.

Pygocentrus cariba ist ein räuberischer Süßwasserfisch aus der Piranha-Gattung Pygocentrus. Er wird auch Roter Schulterfleck-Piranha, auf Spanisch Caribe Colorado, Caribe Capaburro  und auf Englisch Caribe Piranha, Blackshoulder Piranha oder Shoulder Spot Piranha genannt.

## Systematik
In neueren Taxonomien taucht auch der Name Pygoncentrus stigmaterythraeus auf. Es ist noch nicht eindeutig genetisch nachgewiesen, ob Pygocentrus notatus eine Unterart von P. cariba oder eine eigenständige Art ist.

## Beschreibung
Der Körperbau von Pygocentrus cariba ist kompakt, gedrungen und seitlich komprimiert. Die Stirn- und Rückenpartie ist robust und weist eine nach vorne gerichtete Wölbung auf. Sein Rücken ist dunkelblau gefärbt und mit silbrig hellen, stark iridierenden Schuppen besetzt. Charakteristisch ist die leuchtend orangegelbe Bauchunterseite des Fisches, außerdem ein schwarzer Pigmentfleck im Schulterbereich am mittleren Kiemendeckel und Ansatzpunkt der Seitenlinie. Körperform und Färbung können sich im Laufe seiner Entwicklung verändern. Jungtiere weisen in einigen Gewässern eine Fleckenzeichnung auf. Sowohl der Kiefer als auch die Zahnreihen sind sehr kräftig ausgeprägt.
Pygocentrus cariba wird bis zu 30 cm groß, in Ausnahmefällen sogar bis 40 cm und ist damit nach dem Piraya die zweitgrößte Piranha-Art.

## Verbreitung und Lebensraum
Pygocentrus cariba lebt pelagisch im tropischen Flussbecken des Orinoco und in Flüssen der Llanos-Region wie z. B. dem Rio Apuré in Venezuela. Außerdem findet man die Art im Lago del Guarico. Weitere Gewässer, in denen P. cariba auftritt sind der Cinaruco, Cano Igues Portuguesa, das Orinoco Delta, Guariquito, Uracoa, Caura, Capanaparo, Ventuari, Ocamo, Cojedes und Rio Payara. Optimal für seine Verbreitung sind Wassertemperaturen von 24 bis 30 °C und ein pH-Wert von 5,5 bis 7,5.

## Lebensweise
Diese Fische sind sehr schnelle Schwimmer, welche häufig in ruhigem und klaren Wasser in Gruppen bis größeren Schwärmen auf Jagd gehen. Die Lebensweise von Pygocentrus cariba ist stark vom Jahresrhythmus seines Lebensraumes und den damit verbundenen periodischen Regen- und Trockenzeiten bestimmt. Gegen Ende der Trockenzeit in den Monaten März und April sind sie in den schlammigen Lagunen der ausgetrockneten Gewässer sehr gefürchtet, da sie durch den eingeengten Lebensraum und die Nahrungsknappheit eine höhere Aggressivität zeigen. Lange Zeit ging man davon aus, dass die Art P. cariba  die am stärksten ausgeprägten carnivoren Ernährungsgewohnheiten der gesamten Pygocentrus-Gruppe besitzen würde. Die These, dass es sich bei Pygocentrus-Arten jedoch um reine Fleischfresser handelt, wurde mittlerweile widerlegt. Das Nahrungsspektrum verändert sich mit zunehmendem Lebensalter. Man fand heraus, dass Schwärme von Pygocentrus notatus ihr räuberisches Verhalten während der Regenzeit nur bei Tageslicht von Sonnenaufgang bis zur Dämmerung mit einer Hochphase gegen 11 Uhr zeigen. Magenuntersuchungen ergaben, dass ihre Beute zu 80 % aus Fischen besteht. Zu seiner Beute gehören verletzte oder kranke Fische wie auch ins Wasser gefallene Jungvögel. Unter den Nistplätzen von Wasservögeln sammeln sich zur Brutzeit größere Schwärme, die darauf konditioniert sind, ins Wasser gefallene Lebewesen anzugreifen. Ein großer Schwarm von P. cariba assoziiert alles, was unter den Bäumen ins Wasser fällt, automatisch mit Nahrung. In diesen Situationen kann ein sogenannter „Fressrausch“ auftreten. Einheimische vermeiden das Bad unter Piranheira-Bäumen, unter denen sich häufig Schwärme aufhalten. Pygocentrus cariba wird ein ausgesprochenes Territorialverhalten zugeschrieben.

## Beziehung zu Menschen
Die alte Bezeichnung notatus, Lateinisch für „berüchtigt“, weist auf die potentielle Gefährlichkeit von P. notatus für Menschen hin. Bislang sind keine tödlichen Unfälle bekannt.

## Nutzen
Pygocentrus cariba dient als Speisefisch, Sportfisch für Angler und Aquarienfisch.